# Марґарет Кволлі
Сара Марґарет Кволлі (англ. Margaret Qualley; нар. 23 жовтня 1994) — американська акторка, танцюристка та модель. Найвідоміші ролі: Джилл Гарві в серіалі «Залишені», Алекс у серіалі «Покоївка», Кітті Кет у фільмі «Одного разу в… Голлівуді», Сью в картині «Субстанція».

## Життєпис
Народилася 23 жовтня 1994 року в штаті Монтана. Дочка Енді Мак-Давелл, акторки й моделі. У неї є старший брат Джастін і старша сестра Рейні. Рейні теж акторка, танцюристка й модель, а також співачка під псевдонімом Рейнсфорд. Брат та сестри Кволлі провели свої перші роки на ранчо в Міссулі, Монтана. Батьки Марґарет розійшлися, коли їй було 5 років, і згодом вона проводила час порівну з кожним із батьків.
Підлітковий вік провела у Ешвіллі, Північна Кароліна. Вона із сестрою були дебютантками на Балу дебютанток у Парижі. У 14 років пішла навчатися в Школу мистецтв Університету Північної Кароліни, де вчилася танцювати. Вона навчалася на відділенні балету, здобула освіту в Американському театрі балету й навчалася в Нью-Йоркській професійної дитячій школі. Однак у 16 років після пропозиції стати ученицею Танцювального театру Північної Кароліни Кволлі вирішила полишити танці. Щоб залишитися в Нью-Йорку, вона почала працювати моделлю. Пізніше Кволлі сфокусувалася на акторській майстерності та навчанню в лондонській Королівській академії драматичного мистецтва. Кволлі також відвідувала Нью-Йоркський університет.

### Кар'єра

#### Моделінг
У 2011 році Кволлі дебютувала у віці 16 років на Нью-Йоркському Тижні Моди, дефілюючи для Альберти Ферретті. Вона позувала під час Паризького Тижня Моди весна-літо 2012 для Валентино і Шанель. Кволлі брала участь у дефіле від Шанель під час показу колекції осінь-зима 2012 року. Кволлі позувала для таких видань, як Vogue, W, Teen Vogue, Vanity Fair, і Nylon. Також Кволлі з'явилась у колекції Ральфа Лорена осінь-зима 2016.
Працювала на контракті з IMG Models та Uno Models Barcelona.

#### Акторство
Кволлі вперше з'явилась на екрані у 2013 році, виконавши невелику роль у фільмі Джіа Копполи «Пало-Альто». Марґарет отримала роль, випадково опинившись на знімальному майданчику, коли відвідувала її тодішнього бойфренда Ната Вулфа.
У червні 2013 року Кволлі була затверджена у серіал каналу HBO «Залишені». Марґарет грала роль Джилл Гарві і в другому та третьому сезоні «Залишених» у 2015 і 2017 роках відповідно.

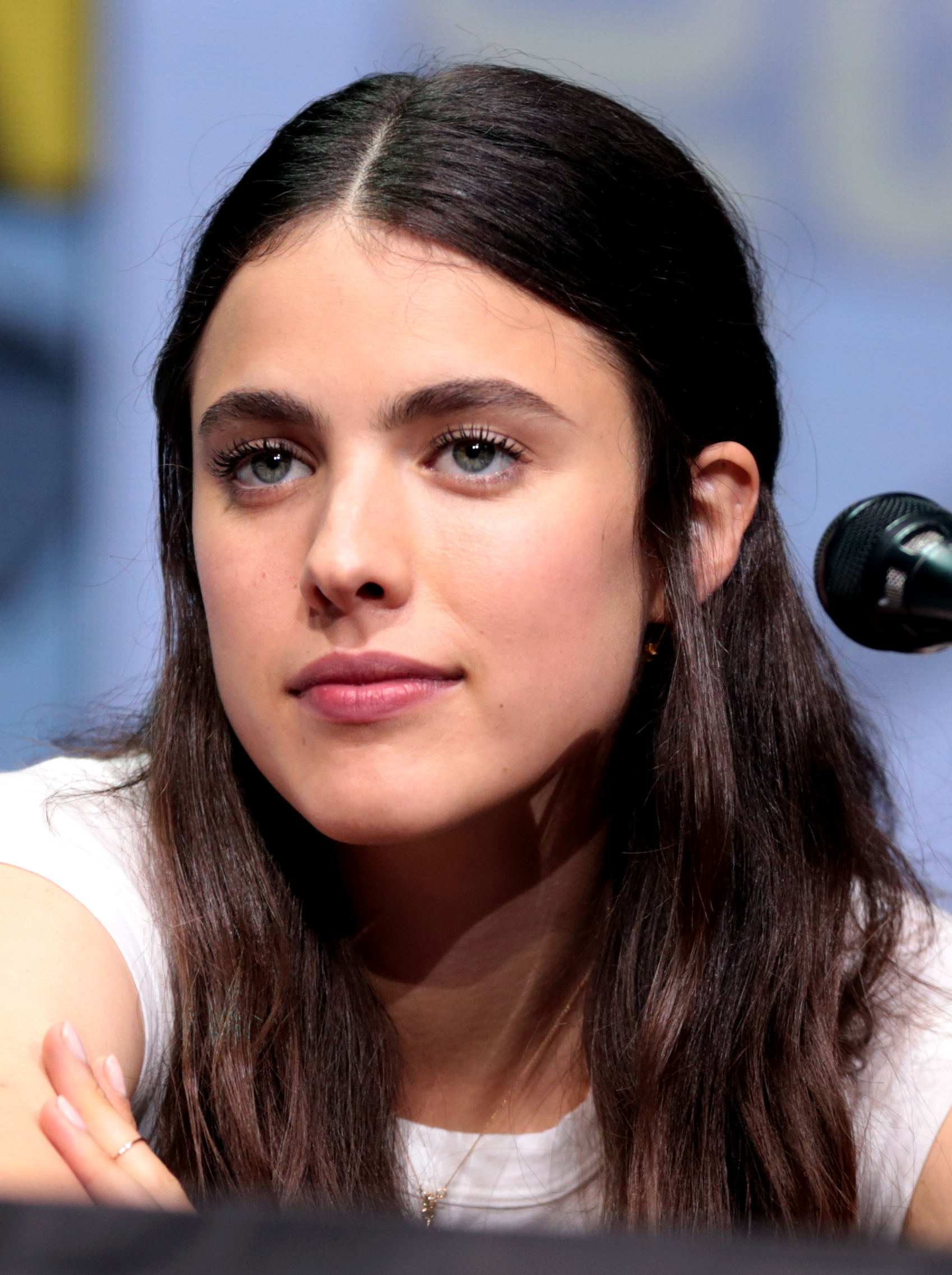
У 2017 році на San Diego Comic-Con

У 2016 році Марґарет з'явилася в комедії Шейна Блека «Круті чуваки». У квітні 2016 року Кволлі оголосила про участь у зніманні фільму «Зникнення Сідні Голла» Шона Крістенсенза. Цей фільм, прем'єра якого відбулась на кінофестивалі «Санденс» 2017 року, вийшов разом з іншим її фільмом — «Послушниця». У «Послушниці» Кволлі втілила сестру Кетлін, молоду жінку, яка починає сумніватися у своїй вірі, збираючись стати черницею. Фільм вийшов 27 жовтня 2017 року. У тому ж році Кволлі знімалась в «Зошиті смерті» режисера Адама Вингарда.

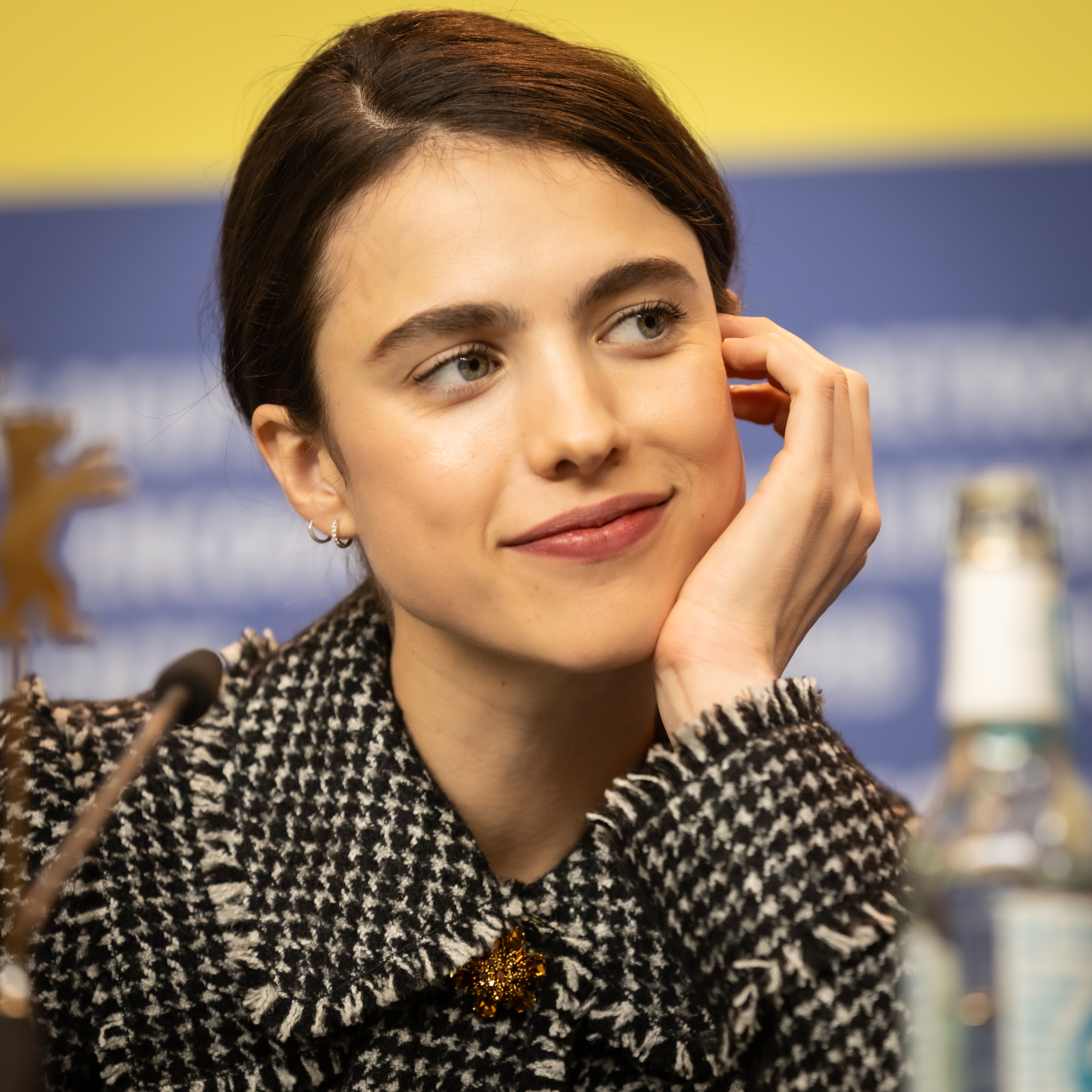
У 2020 році на Берлінському кінофестивалі

У 2021 році була номінована на всі головні теленагороди США, зокрема «Еммі», за роль матері-одиначки Алекс у мінісеріалі Netflix «Покоївка». У 2024 році зіграла молоду версію героїні Демі Мур у боді-горрорі «Субстанція», за яку була номінована на низку кінонагород, зокрема «Золотий глобус».

### Особисте життя
Станом на 2019 рік Кволлі жила в Нью-Йорку. До цього мешкала зі своєю сестрою Рейні, з якою утримувала собаку-рятувальника Букса. Марґарет дуже близька з сестрою, яку називала «моєю кумиркою, найкращою подругою у всьому світі».
У 2023 році одружилася з музикантом Джеком Антоноффом.

## Фільмографія

### Фільми
| Рік  |    | Українська назва        | Оригінальна назва                   | Роль                           |
| ---- | -- | ----------------------- | ----------------------------------- | ------------------------------ |
| 2013 | ф  | Пало-Альто              | англ. Palo Alto                     | Ракель                         |
| 2016 | ф  | Круті чуваки            | англ. The Nice Guys                 | Амелія                         |
| 2017 | ф  | Послушниця              | англ. Novitiate                     | сестра Кетлін Гарріс           |
| 2017 | ф  | Зникнення Сідні Голла   | англ. The Vanishing of Sidney Hall  | Александра                     |
| 2017 | ф  | Зошит смерті            | англ. Death Note                    | Міа Саттон                     |
| 2018 | ф  | Доннібрук               | англ. Donnybrook                    | Деліа Ангус                    |
| 2019 | ф  | Іо                      | англ. Io                            | Сем Волден                     |
| 2019 | ф  | Син Америки             | англ. Native Son                    | Мері Далтон                    |
| 2019 | ф  | Адам                    | англ. Adam                          | Кейсі                          |
| 2019 | ф  | Одного разу в Голлівуді | англ. Once Upon a Time in Hollywood | Кітті Кет                      |
| 2019 | ф  |                         | англ. Strange but True              | Меліса Муді                    |
| 2019 | ф  | Проти всіх ворогів      | англ. Seberg                        | Лінетт                         |
| 2020 | кф |                         | англ. Wake Up                       | Джейн Доу                      |
| 2020 | ф  | Мій рік у Нью-Йорку     | англ. My Salinger Year              | Джоанна                        |
| 2022 | ф  | Зірки опівдні           | англ. The Stars at Noon             | Тріш                           |
| 2022 | ф  | Святилище               | англ. Sanctuary                     | Ребекка                        |
| 2023 | ф  | Бідолашні створіння     | англ. Poor Things                   | Фелісіті                       |
| 2024 | ф  | Лялі їдуть далі         | англ. Drive-Away Dolls              | Джеймі                         |
| 2024 | ф  | Види милосердя          | англ. Kinds of Kindness             | Вівьєн / Марта / Рут і Ребекка |
| 2024 | ф  | Субстанція              | англ. The Substance                 | Сью                            |
| 2025 | ф  | Блакитний місяць        | англ. Blue Moon                     | Елізабет Вайланд               |
| 2025 | ф  | Люба, не треба!         | англ. Honey Don't!                  | Хані О'Донахью                 |
| 2025 | ф  | Щасливчик Гілмор 2      | англ. Happy Gilmore 2               | Саллі                          |
| 2026 | ф  | Собачі зірки            | англ. The Dog Stars                 | Сіма                           |

### Телебачення
| Рік       |   | Українська назва | Оригінальна назва   | Роль                      |
| --------- | - | ---------------- | ------------------- | ------------------------- |
| 2014—2017 | с | Залишені         | англ. The Leftovers | Джилл Гарві (22 епізоди)  |
| 2018      | с | Мурашник         | англ. El Hormiguero | у ролі самої себе         |
| 2019      | с | Фосс/Вердон      | англ. Fosse/Verdon  | Енн Рейнкінг (5 епізодів) |
| 2021      | с | Покоївка         | англ. Maid          | Алекс (10 епізодів)       |

### Відеоігри
| Рік  |    | Українська назва | Оригінальна назва     | Роль                                        |
| ---- | -- | ---------------- | --------------------- | ------------------------------------------- |
| 2019 | вг | Death Stranding  | англ. Death Stranding | Мама / Локне (3D-модель та захоплення руху) |

## Нагороди і номінації
| Нагорода                   | Рік  | Робота                  | Категорія                                                                       | Результат | Пос.   |
| -------------------------- | ---- | ----------------------- | ------------------------------------------------------------------------------- | --------- | ------ |
| Еммі                       | 2019 | Фосс/Вердон             | Найкраща акторка другого плану в мінісеріалі, серіалі-антології, або телефільмі | Номінація | [ 23 ] |
| Еммі                       | 2022 | Покоївка                | Найкраща акторка в мінісеріалі, серіалі-антології, або телефільмі               | Номінація | [ 24 ] |
| Премія Гільдії кіноакторів | 2020 | Одного разу в Голлівуді | Найкращий акторський склад в ігровому кіно                                      | Номінація | [ 25 ] |
| Премія Гільдії кіноакторів | 2022 | Покоївка                | Найкраща жіноча роль у телефільмі або мінісеріалі                               | Номінація | [ 26 ] |
| Вибір критиків             | 2020 | Фосс/Вердон             | Найкраща акторка другого плану в мінісеріалі або телефільмі                     | Номінація | [ 27 ] |
| Вибір критиків             | 2022 | Покоївка                | Найкраща акторка в мінісеріалі або телефільмі                                   | Номінація | [ 28 ] |
| Вибір критиків             | 2025 | Субстанція              | Найкраща акторка другого плану                                                  | Номінація |        |
| Золотий глобус             | 2022 | Покоївка                | Найкраща жіноча роль мінісеріалу або телефільму                                 | Номінація | [ 29 ] |
| Золотий глобус             | 2025 | Субстанція              | Найкраща жіноча роль другого плану — кінофільм                                  | Номінація | [ 30 ] |